# 웅진교통
웅진교통(熊進交通)은 대한민국 경상남도 양산시에 있는 마을버스 운송 업체이다. 계열사로는 양산시에 위치한 푸른교통과 부산광역시 시내버스 운송업체인 삼신교통이 있다.

## 주요 연혁
- 2000년대 초반 연도미상: 회사 설립

## 차고지
- 경상남도 양산시 웅상대로 1510 (용당동)(본사: 웅진 10번 시종착)

## 운행 노선

### 마을버스
- ● 웅상 7번: (덕계상설시장 ↔ 두산위브1차 ↔ 매곡,천불사)- 일부시간대에는 덕계 그린공단경유 하였으나 현재는 하지 않고 있다. 현재는 웅상고,웅상중, 웅상여중 학생 통학을 위해 아침 등교시간에만 노선을 변경하여 운행하고 있다.

매곡,천불사는 도시형3번으오 대체되었다.
- ● 웅상 8번: (청누리아파트 ↔ 덕계상설시장 ↔ 무지개폭포) - 2017년 1월 1일부터 웅상 16번 통합
- ● 웅상 10번: (용당 ↔ 서창 ↔ 덕계상설시장)-일부시간대 죽전, 탑골 경유, 현재는 운행하지 않고 있다.
- ● 웅상 11번: (소주대동아파트 ↔ 천성리버타운 ↔ 덕계상설시장)
- ● 웅상 12번: (소주대동아파트 ↔ 신원아침도시 ↔ 용당마을)-일부 시간대 서창중경유. 현재는 운행하지 않고 있다.
- ● 웅상 15번: (소주대동아파트 ↔ 신원아침도시 ↔ 덕계상설시장) 현재는 운행하지 않고 있다.
- ● 웅상 20번: (백동 ↔ 롯데마트 ↔ 화성파크드림) 현재는 운행하지 않고 있다.
- ● 웅상 22번: (외산마을 ↔ 덕계사거리 ↔ 덕계상설시장) - 2019년 12월 6일부터 신설. 현재는 운행하지 않고 있다.
- ● 웅상 25번: (소주대동아파트 ↔ 롯데마트,서창시장 ↔ 화성파크드림)

## 보유 차량
- 자일대우버스 -  레스타, NEW BS090
- 현대자동차 - E-에어로타운, 카운티 일렉트릭, 그린시티
- 비야디 자동차 - BYD eBus-9